# Belgiske Kvinders Super League
Belgiske Kvinders Super League (Nederlandsk: Super League Vrouwenvoetbal/Belgisch Vrouwenvoetbal Kampioenschap; Fransk: Superligue/Championnat de Belgique féminin de football; Tysk: Superliga/Belgische Frauenfußballmeisterschaft) er Belgiens bedste række i kvindernes fodbold. Ligaen blev etableret i 2015 efter BeNe League, der var en fælles liga for Belien og Holland og blev nedlagt efter 2014–15 sæsonen. Standard Fémina de Liège vandt de første to sæsoner i Super League, derefter vandt Anderlecht ligaen i de følgende tre sæsoner.

## Hold
| Hold                     | Hjemby     | Hjemmebane                 | 2019–20 slutplacering |
| ------------------------ | ---------- | -------------------------- | --------------------- |
| RSC Anderlecht           | Anderlecht | RSCA Football Academy      | 1.                    |
| Genk                     | Genk       | Pleinen Turkse Rangers     | 4.                    |
| AA Gent                  | Ghent      | PGB-Stadion                | 3.                    |
| Club Brugge              | Brugge     | Jan Breydel Stadion        | 5.                    |
| Oud-Heverlee Leuven      | Heverlee   | Gemeentelijk Stadion       | 6.                    |
| Standard Fémina de Liège | Liège      | Complexe Standard de Liège | 2.                    |

## Mestre
| År      | Vinder         | Toer           | Treer           | Topscorer                       | Mål |
| ------- | -------------- | -------------- | --------------- | ------------------------------- | --- |
| 2015–16 | Standard Liège | WD Lierse SK   | RSC Anderlecht  | Jana Coryn (Lierse)             | 19  |
| 2016–17 | Standard Liège | RSC Anderlecht | AA Gent Ladies  | Sanne Schoenmakers (Standard)   | 26  |
| 2017–18 | RSC Anderlecht | AA Gent Ladies | KRC Genk Ladies | Ella Van Kerkhoven (Anderlecht) | 27  |
| 2018-19 | RSC Anderlecht | Standard Liege | KRC Genk Ladies | Ella Van Kerkhoven (Anderlecht) | 21  |
| 2019-20 | RSC Anderlecht | Standard Liege | AA Gent Ladies  | Sanne Schoenmakers (Standard)   | 12  |